# USV Elinkwijk
El USV Elinkwijk es un equipo de fútbol neerlandés de Utrecht que juega en la Derde Klasse, la octava división de fútbol en el país.

## Historia
Fue fundado el 20 de junio de 1919 en la ciudad de Utrecht fue uno de los equipos fundadores de la Eredivisie en la temporada de 1956/57, en la cual terminó en 16º lugar en su temporada inaugural.
El club llegó a jugar en 7 temporadas en la Eredivisie hasta que en 1970 se fusionaron con el DOS Utrecht y Velox FC para crear al FC Utrecht, pero estos dos clubes no desaparecieron, sino más bien fueron refundados como equipo de categoría aficionada.

## Jugadores

### Jugadores destacados

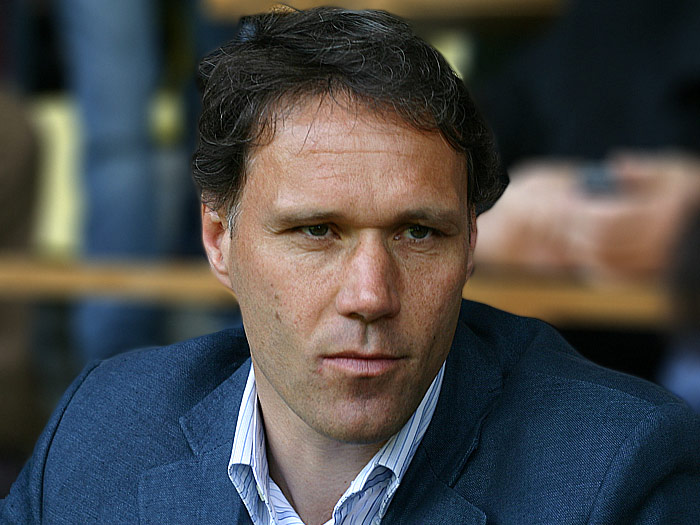
Marco van Basten inició su carrera en el club.

| - Ibrahim Afellay - Ismaïl Aissati - Marco van Basten - Riechedly Bazoer - Nico de Bree - Mohamed El Makrini - Edwin Godee - Giovanni Gravenbeek - Jan Groenendijk | - Gert van Hanegem - Jean-Paul de Jong - Humphrey Mijnals - Reinier Kreijermaat - Zakaria Labyad - Kelvin Leerdam - Tonny van der Linden - Youness Mokhtar | - Muslu Nalbantoğlu - Erwin Sparendam - Gerald Vanenburg - John Veldman - Ferdi Vierklau - Peter Vogelzang - Okan Özçelik |